# Acacia brownii
Acacia brownii är en ärtväxtart som först beskrevs av Jean Louis Marie Poiret, och fick sitt nu gällande namn av Ernst Gottlieb von Steudel. Acacia brownii ingår i släktet akacior, och familjen ärtväxter. Inga underarter finns listade i Catalogue of Life.